# Вудильник
Вудильник (Lophius) — рід риб родини Вудильникові (Lophiidae), ряду Вудильникоподібні (Lophiiformes).

## Види
Містить сім існуючих і один вимерлий види:
- Lophius americanus Valenciennes, 1837
- Lophius budegassa Spinola, 1807
- Lophius gastrophysus A. Miranda-Ribeiro, 1915
- Lophius litulon (D. S. Jordan, 1902)
- Lophius piscatorius Linnaeus, 1758
- Lophius vaillanti Regan, 1903
- Lophius vomerinus Valenciennes, 1837
- Lophius brachysomus Agassiz, 1835